# Dienstgrade des Österreichischen Roten Kreuzes
Je nach Dienstverwendung oder Dienstalter hat jedes ausübende Mitglied des Österreichischen Roten Kreuzes einen Dienstgrad. Die Dienstgrade sind bundesweit einheitlich.
Im Rettungs- und Krankentransportdienst als größtem Leistungsbereich des Roten Kreuzes in Österreich sind vor allem die Dienstgrade des Einsatzpersonals von Relevanz, da sie dem Einsatzleiter anzeigen, wenn Personal durch Zusatzausbildungen qualifiziert ist, eine leitende Funktion bei der Koordinierung von größeren Einsätzen zu übernehmen.

## Dienstgradabzeichen
Die Kennzeichnung auf den Uniformen erfolgt mit Aufschiebeschlaufen auf der Einsatzbekleidung. Auf den Galauniformen (auch „Ausgehuniform“ oder „A-Uniform“ genannt), die zu festlichen Anlässen getragen werden, fanden sich früher auch aufgenähte Rangabzeichen, die mittlerweile großteils durch Aufschiebeschlaufen ersetzt wurden. Alle Offiziersdienstgrade tragen außerdem Kragenspiegel auf der Galauniform.
Das Aussehen der Dienstgradabzeichen orientiert sich generell am in Österreich üblichen Muster, besonders an dem der Feuerwehr: silberne und goldene „Sterne“ (eigentlich Edelweiße) und ebensolche Balken und Kästchen. Teilweise gibt es aber minimale Unterschiede zwischen den verschiedenen Organisationen, so wird beispielsweise beim Roten Kreuz ein goldener an Stelle zweier silberner Balken für hohe Nicht-Offiziersdienstgrade (Sanitätsmeister, Obersanitätsmeister und Hauptsanitätsmeister) verwendet.

### Farben und Funktionen
Die Hintergrundfarbe der Aufschiebeschlaufen kann Aufschluss über die Funktion des Trägers geben (je nach Landesverband verschieden, hier das Beispiel wie es in Niederösterreich gehandhabt wird).
| Farbe   | Funktion                                                                 |
| ------- | ------------------------------------------------------------------------ |
| rot     | Rettungs- und Krankentransport (RKT), Katastrophenhilfsdienst (KAT)      |
| grau    | Einsatzpersonal im Rettungsdienst (RD) und Katastrophenhilfsdienst (KHD) |
| weiß    | Gesundheits- und Sozial Dienste (GSD)                                    |
| blau    | Funktionär                                                               |
| schwarz | Arzt                                                                     |

Für die verschiedenen Funktionen, gekennzeichnet durch die unterschiedlichen Hintergrundfarben der Aufschiebeschlaufen, gelten unterschiedliche Vorschriften und Bedingungen als Voraussetzung für die Verleihung eines Dienstgrades. Die strengsten Bestimmungen regeln die Dienstgrade des Einsatzpersonals. So ist mit jedem hohen Nicht-Offiziersdienstgrad (z. B. Zugsführer, Sanitätsmeister) das Absolvieren von zusätzlichen Ausbildungen verpflichtend vorgeschrieben. Um einen Offiziersdienstgrad im Bereich des Einsatzpersonals zu erlangen, müssen zuerst die Kurse zum Zugsführer und anschließend der zum Sanitätsmeister absolviert werden, bevor der Offizierslehrgang absolviert werden kann, der mit einer schriftlichen Offiziersarbeit und einer kommissionellen Abschlussprüfung endet.
Im Unterschied zum Einsatzpersonal sind Dienstgrade für Funktionäre prinzipiell nicht an Zusatzausbildungen gebunden. Ein Absolvieren von Modulen aus den Führungskräfteausbildungen 1, 2 und 3 wird für Funktionäre wie zum Beispiel Orts- oder Bezirksstellenleiter zwar empfohlen, ist aber nicht verpflichtend. Auch die Dienstgrade für Ärzte, Kuraten, Pharmazeuten und Veterinäre sind nicht zwingend an die strengen Auflagen, die für Einsatzpersonal gelten, geknüpft.

### Besonderheiten der Ausgehuniform
Die Ausgeh- oder Galauniform weist einige Besonderheiten auf, da hier zusätzlich zu den Aufschiebeschlaufen ab dem Offiziersdienstgrad Kragenspiegel getragen werden. Bei Nicht-Offiziersdienstgraden wird an Stelle der Kragenspiegel je ein kleines metallenes rotes Kreuz im Knopfloch des Kragens getragen.
| Funktion                                                                             | Kragenspiegel       | Aufschiebeschlaufen (Mantel) |
| ------------------------------------------------------------------------------------ | ------------------- | ---------------------------- |
| Einsatzpersonal                                                                      | grau                | grau                         |
| hauptberufliches Personal des Landesverbandes und der Bezirksstellen                 | grau auf blau       | grau                         |
| Funktionäre des Landesverbands, der Bezirks- oder Ortsstellen                        | blau                | blau                         |
| hauptberufliches Personal des Generalsekretariats des Österreichischen Roten Kreuzes | grau auf rot        | rot                          |
| Funktionäre des Österreichischen Roten Kreuzes                                       | rot                 | rot                          |
| Ärzte                                                                                | schwarz             | schwarz                      |
| Chefarzt des Landesverbandes                                                         | schwarz auf blau    | schwarz                      |
| Chefarzt des Österreichischen Roten Kreuzes                                          | schwarz auf rot     | schwarz                      |
| Pharmazeut                                                                           | flieder auf schwarz | schwarz                      |
| Veterinär                                                                            | grün auf schwarz    | schwarz                      |
| Kurat                                                                                | violett             | violett                      |

### Abweichungen in den Landesverbänden
Einige Landesverbände schöpfen nicht alle Möglichkeiten der Rahmenvorschrift des Österreichischen Roten Kreuzes aus: So werden im Landesverband Steiermark auf der Einsatzkleidung (und auch auf dem Hemd oder der Bluse zur Ausgehuniform) graue (Einsatzpersonal) oder blaue (Funktionäre) Aufschiebeschlaufen getragen, um eine einfachere Erkennbarkeit des Einsatzpersonals zu gewährleisten. In Tirol wird dies aufgrund der autonomen Bezirksstellen (eigene Rechtspersönlichkeit) unterschiedlich gehandhabt.

### Grau als „historisches Relikt“
Der graue Hintergrund der Aufschiebeschlaufen kann als historisches Relikt betrachtet werden: Die ursprüngliche Farbe der Rot-Kreuz-Einsatzbekleidung („C-Uniform“) war grau. Bis in die späten 1990er Jahre und in einigen Landesverbänden sogar darüber hinaus waren große Teile der Einsatzbekleidung in Grau gehalten. Schrittweise wurden die grauen Uniformstücke abgelöst und durch rote Einsatzbekleidung ersetzt. Heute sind alle Uniformstücke im Rettungs- und Krankentransportdienst in Rot und Weiß gehalten, Grau wird aber noch von Einheiten des Katastrophenhilfsdienstes und vereinzelt von Mitarbeitern des Blutspendedienstes getragen.

## Praktische Bedeutung der Dienstgrade
Unabhängig vom Leistungsbereich haben im normalen Dienstbetrieb die Dienstgrade keine große Bedeutung, da es das erklärte Ziel des Roten Kreuzes ist, ein kollegiales Miteinander der Mitarbeiter zu pflegen und zu fördern. Es gibt prinzipiell keine Verpflichtung für Mitarbeiter einen Dienstgrad auch zu tragen, das heißt, die Kennzeichnung durch Aufschiebeschlaufen auf der Einsatzbekleidung ist nicht zwingend.
Eine Bedeutung haben die Dienstgrade vor allem im Rettungs- und Krankentransportdienst, da sie hier Rückschlüsse über den Ausbildungsstand eines Mitarbeiters zulassen: Die Großunfallvorschrift des Roten Kreuzes, die österreichweit zur Anwendung kommt, sieht vor, dass im Falle eines Großeinsatzes der ranghöchste Mitarbeiter am Fahrzeug, welches als erstes an der Unfallstelle eintrifft, die provisorische Einsatzleitung übernimmt. Bei Eintreffen des Einsatzleiters (höherrangiger Mitarbeiter der die Dienstaufsicht hat – siehe unten) übergibt der provisorische Einsatzleiter die Einsatzleitung an den Einsatzleiter. Vom Einsatzleiter können nun Mitarbeiter mit Zusatzausbildungen (z. B. Zugsführer oder Sanitätsmeister) für spezielle Aufgaben wie zum Beispiel die Errichtung und/oder Leitung einer Sanitätshilfsstelle eingesetzt werden.
Auf jeder Bezirksstelle des Roten Kreuzes die Rettungs- und Krankentransportdienst betreibt gibt es rund um die Uhr eine Dienstaufsicht durch einen sogenannten „Offizier vom Dienst“ (kurz: OvD), teilweise auch als „dienstführender Offizier“ oder schlicht „Dienstführender“ bezeichnet. Dies ist ein erfahrener Mitarbeiter mindestens im Rang eines Bereitschaftskommandanten, der durch Absolvierung von Zusatzausbildungen (Führungskräfteausbildung 1–3) qualifiziert ist eine leitende Funktion zu übernehmen. Er oder sie ist für die Koordination des Dienstbetriebes im Zuständigkeitsbereich verantwortlich und übernimmt gleichzeitig bei größeren Einsätzen die Einsatzleitung am Ort des Geschehens. In großen Bezirken werden außerdem zusätzlich auf den einzelnen Ortsstellen Dienstführende der Ortsstelle eingesetzt, für diese Funktion ist ein Offiziersrang nicht verpflichtend, somit kann die Aufgabe auch von Mitarbeitern mit hohen Nicht-Offiziersdienstgraden übernommen werden. Da das Rote Kreuz in Wien nur vergleichsweise wenige Dienststellen mit einer geringen Anzahl von Einsatzmitteln unterhält, da der Rettungsdienst dort hauptsächlich von der Berufsrettung Wien besorgt wird, gibt es dort statt eines eigenen OvDs pro Bezirksstelle einen diensthabenden Hauptinspektionsoffizier (HIO), der die Verantwortung für alle Bezirke des Bundeslands innehat.

## Dienstgradbezeichnungen und Beförderungsbedingungen
Die Beförderung aller Dienstgrade bis einschließlich des Dienstgrades „Landesrettungsrat“ obliegt dem Präsidenten des jeweiligen Landesverbandes. Die Beförderung ab dem Dienstgrad „Bundesrettungsrat“ obliegt auf Vorschlag des Präsidenten des jeweiligen Landesverbandes dem Präsidenten des Österreichischen Roten Kreuzes, dem auch die Beförderung der Angehörigen des Generalsekretariates obliegt.
Prinzipiell gibt es im Roten Kreuz kein Anrecht auf Beförderung, ein Mitarbeiter wird stets (z. B. auf Grund der Absolvierung eines Lehrganges, einer Wahl usw.) für eine Beförderung „vorgeschlagen“. Ebenso kann es in seltenen Fällen auf Grund von erheblichen Verfehlungen auch zu einer Degradierung eines Mitarbeiters kommen.

### Einsatzpersonal im Rettungs- und Krankentransportdienst
| Dienstgradbezeichnung      | Bild der Aufschiebeschlaufe | nötige Ausbildung                                                   | mögliche Dienststellung                                                                                          | Bemerkung                                               |
| -------------------------- | --------------------------- | ------------------------------------------------------------------- | --- | ------------------------------------------------------- |
| Nicht-Offiziersdienstgrade |                             |                                                                     | |                                                         |
| Probehelfer                |                             | Erste-Hilfe-Grundkurs                                               | | ab Eintritt in den Rettungs- und Krankentransportdienst |
| Helfer                     |                             | Abschluss der Rettungssanitäterausbildung                           | Trupp-/Fahrzeugkommandant                                                                                        | Ende der Probezeit                                      |
| Oberhelfer                 |                             |                                                                     | Trupp-/Fahrzeugkommandant                                                                                        | zwei Jahre als Helfer                                   |
| Haupthelfer                |                             |                                                                     | Trupp-/Fahrzeugkommandant                                                                                        | zwei Jahre als Oberhelfer                               |
| Zugsführer                 |                             | Führungskräfteausbildung Teil 1, mind. dreijährige Gesamtdienstzeit | Gruppenkommandant; Leiterfunktionen innerhalb einer Sanitätshilfsstelle                                          | keine erforderliche Mindestdienstzeit                   |
| Oberzugsführer             |                             |                                                                     | Gruppenkommandant; Leiterfunktionen innerhalb einer Sanitätshilfsstelle                                          | drei Jahre als Zugsführer                               |
| Hauptzugsführer            |                             |                                                                     | Gruppenkommandant; Leiterfunktionen innerhalb einer Sanitätshilfsstelle                                          | drei Jahre als Oberzugsführer                           |
| Sanitätsmeister            |                             | Führungskräfteausbildung Teil 1 und 2                               | Zugskommandant; Leiterfunktionen innerhalb einer Sanitätshilfsstelle, etwa Leiter Triage, Leiter Transport o. Ä. | keine erforderliche Mindestdienstzeit                   |
| Obersanitätsmeister        |                             |                                                                     | Zugskommandant; Leiterfunktionen innerhalb einer Sanitätshilfsstelle, etwa Leiter Triage, Leiter Transport o. Ä. | drei Jahre als Sanitätsmeister                          |
| Hauptsanitätsmeister       |                             |                                                                     | Zugskommandant; Leiterfunktionen innerhalb einer Sanitätshilfsstelle, etwa Leiter Triage, Leiter Transport o. Ä. | drei Jahre als Obersanitätsmeister                      |
| Offiziersdienstgrade       |                             |                                                                     | |                                                         |
| Bereitschaftskommandant    |                             | Führungskräfteausbildung Teil 1, 2 und 3                            | Bereitschaftskommandant, Leiter einer Sanitätshilfsstelle, Kommandant einer Rot-Kreuz-Hilfseinheit               | keine erforderliche Mindestdienstzeit                   |
| Abteilungskommandant       |                             | einschlägige Fortbildung                                            | Abteilungskommandant, Leiter einer Sanitätshilfsstelle, Kommandant einer Rot-Kreuz-Hilfseinheit                  | fünf Jahre als Bereitschaftskommandant                  |
| Kolonnenkommandant         |                             | einschlägige Fortbildung                                            | Kolonnenkommandant                                                                                               | fünf Jahre als Abteilungskommandant                     |
| Rettungsrat                |                             | einschlägige Fortbildung                                            | S3 / Chef des Stabes / BezRKdt. Stv.                                                                             | fünf Jahre als Kolonnenkommandant                       |
| Oberrettungsrat            |                             | Führungskräfteausbildung Teil 1, 2 und 3 mit GU, Spez. Einsatz/Stab | Bezirksrettungskommandant                                                                                        | bei Ernennung                                           |

### Dienstgrade für Dienstführende
| Dienstgradbezeichnung      | Bild der Aufschiebeschlaufe | nötige Ausbildung                                   | mögliche Dienststellung                  | Bemerkung                              |
| -------------------------- | --------------------------- | --------------------------------------------------- | ---------------------------------------- | -------------------------------------- |
| Nicht-Offiziersdienstgrade |                             |                                                     |                                          |                                        |
| Sanitätsmeister            |                             | Sanitäter; Führungskräfteausbildung Teil 1 und 2    | Dienstführender                          | bei Ernennung                          |
| Obersanitätsmeister        |                             | einschlägige Fortbildung                            | Dienstführender                          | drei Jahre als Sanitätsmeister         |
| Hauptsanitätsmeister       |                             | einschlägige Fortbildung                            | Dienstführender                          | drei Jahre als Obersanitätsmeister     |
| Offiziersdienstgrade       |                             |                                                     |                                          |                                        |
| Bereitschaftskommandant    |                             | Sanitäter; Führungskräfteausbildung Teil 1, 2 und 3 | Offizier vom Dienst oder Dienstführender | bei Ernennung                          |
| Abteilungskommandant       |                             | einschlägige Fortbildung                            | Offizier vom Dienst oder Dienstführender | fünf Jahre als Bereitschaftskommandant |
| Kolonnenkommandant         |                             | einschlägige Fortbildung                            | Offizier vom Dienst oder Dienstführender | fünf Jahre als Abteilungskommandant    |

### Dienstgrade für Ärzte
| Dienstgradbezeichnung   | Bild der Aufschiebeschlaufe | nötige Ausbildung | mögliche Dienststellung                                        | Bemerkung                                     |
| ----------------------- | --------------------------- | --- | -------------------------------------------------------------- | --------------------------------------------- |
| Offiziersdienstgrade    |                             | |                                                                |                                               |
| Bereitschaftskommandant |                             | Approbation, mit jus practicandi oder Facharztdiplom lt. Ärztegesetz (gilt auch für alle höheren Dienstgrade dieses Abschnitts). | Rotkreuz-Ärzte                                                 |                                               |
| Abteilungskommandant    |                             | Einschlägige Fortbildungen lt. Ärztegesetz                                                                                       | Rotkreuz-Ärzte                                                 | 5 Jahre Tätigkeit als Bereitschaftskommandant |
| Kolonnenkommandant      |                             | lt. Ärztegesetz sowie landesinternen Richtlinien                                                                                 | Rotkreuz-Ärzte                                                 | 5 Jahre Tätigkeit als Abteilungskommandant    |
| Rettungsrat             |                             | lt. Ärztegesetz sowie landesinternen Richtlinien                                                                                 | Leitender Notarzt Bezirksstellenrotkreuzarzt                   | 5 Jahre Tätigkeit als Kolonnenkommandant      |
| Oberrettungsrat         |                             | einschlägige Fortbildung | Bezirksrotkreuzarzt                                            | bei Ernennung                                 |
| Landesrettungsrat       |                             | einschlägige Fortbildung | Bereichsrotkreuzarzt Landes- oder Bundeschefarztstellvertreter | bei Ernennung                                 |
| Bundesrettungsrat       |                             | einschlägige Fortbildung | Landeschefarzt Bundeschefarzt                                  | bei Ernennung                                 |

### Dienstgrade der Ortsstellen-Funktionäre
| Dienstgradbezeichnung      | Bild der Aufschiebeschlaufe | nötige Ausbildung                                         | mögliche Dienststellung                                                                          | Bemerkung |
| -------------------------- | --------------------------- | --------------------------------------------------------- | ------------------------------------------------------------------------------------------------ | --------- |
| Nicht-Offiziersdienstgrade |                             |                                                           |                                                                                                  |           |
| Sanitätsmeister            |                             | Erste-Hilfe-Grundkurs                                     | Referenten-Stellvertreter bis 99 Mitarbeiter (Kassier-Stv., Schriftführer-Stv. o. Ä.)            | bei Wahl  |
| Obersanitätsmeister        |                             | Erste-Hilfe-Grundkurs                                     | Referenten bis 99 Mitarbeiter (Kassier, Schriftführer o. Ä.), Referenten-Stv. ab 100 Mitarbeiter | bei Wahl  |
| Hauptsanitätsmeister       |                             | Erste-Hilfe-Grundkurs                                     | Referenten ab 100 Mitarbeiter (Kassier, Schriftführer o. Ä.)                                     | bei Wahl  |
| Offiziersdienstgrade       |                             |                                                           |                                                                                                  |           |
| Bereitschaftskommandant    |                             | Erste-Hilfe-Grundkurs, Führungskräfteausbildung empfohlen | Ortsstellenleiter-Stellvertreter bis 99 Mitarbeiter                                              | bei Wahl  |
| Abteilungskommandant       |                             | Erste-Hilfe-Grundkurs, Führungskräfteausbildung empfohlen | Ortsstellenleiter bis 99 Mitarbeiter, Ortsstellenleiter-Stellvertreter ab 100 Mitarbeiter        | bei Wahl  |
| Kolonnenkommandant         |                             | Erste-Hilfe-Grundkurs, Führungskräfteausbildung empfohlen | Ortsstellenleiter ab 100 Mitarbeiter                                                             | bei Wahl  |

### Dienstgrade des Führungspersonals und der Funktionäre an den Bezirksstellen
Für den Fall, dass Führungspersonal gleichzeitig auch Einsatzpersonal ist und die vorgeschriebenen Kurse absolviert wurden, werden von Betroffenen gemäß der Funktion statt blauen entweder graue, rote, oder weiße Aufschiebeschlaufen (wie oben beschrieben) getragen.
| Dienstgradbezeichnung      | Bild der Aufschiebeschlaufe | nötige Ausbildung                                         | mögliche Dienststellung                                          | Bemerkung |
| -------------------------- | --------------------------- | --------------------------------------------------------- | ---------------------------------------------------------------- | --- |
| Nicht-Offiziersdienstgrade |                             |                                                           |                                                                  | |
| Sanitätsmeister            |                             | Führungskräfteausbildung Teil 1 und 2 mit Spezialisierung | Bezirksstellenverantwortlicher für ein bestimmtes Aufgabengebiet | bei Ernennung |
| Obersanitätsmeister        |                             | einschlägige Fortbildung                                  | Bezirksstellenverantwortlicher für ein bestimmtes Aufgabengebiet | drei Jahre als Sanitätsmeister |
| Hauptsanitätsmeister       |                             | einschlägige Fortbildung                                  | Bezirksstellenverantwortlicher für ein bestimmtes Aufgabengebiet | drei Jahre als Obersanitätsmeister |
| Offiziersdienstgrade       |                             |                                                           |                                                                  | |
| Bereitschaftskommandant    |                             | Führungskräfteausbildung Teil 1, 2 und 3                  |                                                                  | bei Ernennung |
| Abteilungskommandant       |                             | fehlt                                                     | fehlt                                                            | bei Wahl zum Referenten bei Ernennung zum Chef des Stabes oder nach fünf Jahren als Bereitschaftskommandant                                                              |
| Kolonnenkommandant         |                             | einschlägige Fortbildung                                  | S3 / Chef des Stabes; S1, S2, S4, S5, S6, S7                     | bei Ernennung zum Bezirksstellenverantwortlichen eines bestimmten Aufgabenbereiches bei Ernennung zum Organisationsleiter oder nach fünf Jahren als Abteilungskommandant |
| Rettungsrat                |                             | fehlt                                                     | fehlt                                                            | bei Ernennung zum Bezirksstellenkommandant bei Ernennung zum Bezirksstellengeschäftsführer oder nach fünf Jahren als Kolonnenkommandant                                  |
| Oberrettungsrat            |                             | Erste-Hilfe-Grundkurs; Führungskräfteausbildung empfohlen | Bezirksstellenleiterstellvertreter                               | bei Wahl |
| Landesrettungsrat          |                             | Erste-Hilfe-Grundkurs; Führungskräfteausbildung empfohlen | Bezirksstellenleiter                                             | bei Wahl |

### Dienstgrade des Führungspersonals und der Funktionäre in den Landesverbänden
Funktionäre, die ebenfalls Mitglieder der Geschäftsleitung sind, allerdings nicht im Landesrettungskommando mitwirken o. Ä. und somit nicht die vorgeschriebenen Ausbildungen absolviert haben, tragen an Stelle von grauen, weißen oder roten Dienstgraden für Einsatzpersonal Dienstgrade mit blauem Hintergrund.
| Dienstgradbezeichnung | Bild der Aufschiebeschlaufe | nötige Ausbildung                                                                                     | mögliche Dienststellung                                                | Bemerkung                                                    |
| --------------------- | --------------------------- | --- | ---------------------------------------------------------------------- | ------------------------------------------------------------ |
| Offiziersdienstgrade  |                             | |                                                                        |                                                              |
| Abteilungskommandant  |                             | Führungskräfteausbildung Teil 1, 2 und 3, inkl. Großunfallausbildung                                  | S1, S2, S4, S5, S6, S7                                                 | bei Ernennung                                                |
| Kolonnenkommandant    |                             | Führungskräfteausbildung Teil 1, 2 und 3, inkl. Großunfallausbildung und Spezialisierung Einsatz/Stab | S1, S2, S4, S5, S6, S7; S3 / Chef des Stabes; Referenten               | fünf Jahre als Abteilungskommandant; bei Ernennung; bei Wahl |
| Rettungsrat           |                             | einschlägige Fortbildung                                                                              | S3 / Chef des Stabes; S1, S2, S4, S5, S6, S7                           | fünf Jahre als Kolonnenkommandant                            |
| Oberrettungsrat       |                             | einschlägige Fortbildung                                                                              | S3 / Chef des Stabes                                                   | fünf Jahre als Rettungsrat                                   |
| Landesrettungsrat     |                             | Führungskräfteausbildung Teil 1, 2 und 3, inkl. Großunfallausbildung und Spezialisierung Einsatz/Stab | Landesrettungskommandant-Stellvertreter; Mitglied der Geschäftsleitung | bei Ernennung                                                |
| Bundesrettungsrat     |                             | einschlägige Fortbildung                                                                              | Landesrettungskommandant; Mitglied der Geschäftsleitung                | bei Ernennung                                                |

### Dienstgrade der Präsidenten und Vizepräsidenten der Landesverbände und des Österreichischen Roten Kreuzes
| Dienstgradbezeichnung                            | Bild der Aufschiebeschlaufe | nötige Ausbildung                                             | mögliche Dienststellung                          | Bemerkung |
| ------------------------------------------------ | --------------------------- | ------------------------------------------------------------- | ------------------------------------------------ | --------- |
| Offiziersdienstgrade                             |                             |                                                               |                                                  |           |
| Vizepräsident des Landesverbandes                |                             | Führungskräfteausbildung Teil 3, Modul „Management“ empfohlen | Vizepräsident des Landesverbandes                | bei Wahl  |
| Präsident des Landesverbandes                    |                             | Führungskräfteausbildung Teil 3, Modul „Management“ empfohlen | Präsident des Landesverbandes                    | bei Wahl  |
| Vizepräsident des Österreichischen Roten Kreuzes |                             | Führungskräfteausbildung Teil 3, Modul „Management“ empfohlen | Vizepräsident des Österreichischen Roten Kreuzes | bei Wahl  |
| Präsident des Österreichischen Roten Kreuzes     |                             | Führungskräfteausbildung Teil 3, Modul „Management“ empfohlen | Präsident des Österreichischen Roten Kreuzes     | bei Wahl  |

### Dienstgrade der Leitstellendisponenten
| Dienstgradbezeichnung      | Bild der Aufschiebeschlaufe | nötige Ausbildung                                                                             | mögliche Dienststellung                             | Bemerkung                              |
| -------------------------- | --------------------------- | --------------------------------------------------------------------------------------------- | --------------------------------------------------- | -------------------------------------- |
| Nicht-Offiziersdienstgrade |                             |                                                                                               |                                                     |                                        |
| Sanitätsmeister            |                             | Sanitäter; Führungskräfteausbildung Teil 1 und 2, inkl. Großunfall- und Leitstellenausbildung | Leitstellendisponent Bezirks- oder Landesleitstelle | keine                                  |
| Obersanitätsmeister        |                             | einschlägige Fortbildung                                                                      | Leitstellendisponent Bezirks- oder Landesleitstelle | drei Jahre als Sanitätsmeister         |
| Hauptsanitätsmeister       |                             | einschlägige Fortbildung                                                                      | Leitstellendisponent Bezirks- oder Landesleitstelle | drei Jahre als Obersanitätsmeister     |
| Offiziersdienstgrade       |                             |                                                                                               |                                                     |                                        |
| Bereitschaftskommandant    |                             | Sanitäter; Führungskräfteausbildung Teil 1 und 2, inkl. Großunfall- und Leitstellenausbildung | Leitstellenleiter Bezirks- oder Landesleitstelle    | bei Ernennung                          |
| Abteilungskommandant       |                             | Spezialisierung Einsatz/Stab                                                                  | Leitstellenleiter Bezirks- oder Landesleitstelle    | fünf Jahre als Bereitschaftskommandant |
| Kolonnenkommandant         |                             | einschlägige Fortbildung                                                                      | Leitstellenleiter Bezirks- oder Landesleitstelle    | fünf Jahre als Abteilungskommandant    |

### Dienstgrade für die Rot-Kreuz-Jugend
Die Rot-Kreuz-Jugend als Teil des Österreichischen Roten Kreuzes verleiht ebenfalls „Dienstgrade“ an die jugendlichen Mitglieder. Diese sind ebenfalls an Bedingungen geknüpft und zeigen im Wesentlichen an wie lange der Betroffene bereits Mitglied der Rot-Kreuz-Jugend ist und ob er erfolgreich einen Erste-Hilfe-Grundkurs absolviert hat.
| Dienstgrad | Bild der Aufschiebeschlaufe | nötige Ausbildung                 |
| ---------- | --------------------------- | --------------------------------- |
| 1. Jahr    |                             |                                   |
| 2. Jahr    |                             | abgeschlossene EH-Grundausbildung |
| 3. Jahr    |                             |                                   |
| ab 4. Jahr |                             |                                   |

### Ehrendienstgrade
Für Rot-Kreuz-Mitarbeiter ab dem 65. Lebensjahr besteht die Möglichkeit der Zuerkennung eines sogenannten Ehrendienstgrades. Ehrendienstgrade dienen dazu, nicht mehr im aktiven Dienst befindlichen Mitgliedern ein Zeichen der Wertschätzung und Anerkennung für ihre erbrachten Leistungen entgegenzubringen. Voraussetzung für die Zuerkennung eines solchen Ehrendienstgrades ist, dass der Mitarbeiter mindestens 15 Jahre lang aktiv im Roten Kreuz mitgearbeitet hat, bevor er aus dem aktiven Dienst ausscheidet. In solch einem Fall kann der Dienstgrad, der zuletzt geführt wurde, als Ehrendienstgrad zuerkannt und somit weiterhin geführt werden. Eine weitere Beförderung ist ab diesem Zeitpunkt allerdings dezidiert nicht mehr möglich.